# District d'Ocoruro
Au Pérou, le district d’Ocoruro est l’un des huit districts de la province d'Espinar située dans le département de Cusco.